# De nietsnut (boek)
De nietsnut. Een vertelling is het tweede boek van de Nederlandse schrijver Frans Kellendonk, dat in oktober 1979 verscheen.

## Geschiedenis
Van oktober 1978 tot en met februari 1979 verschenen de drie delen van deze vertelling als voorpublicatie. Het boek verscheen in oktober 1979 bij Kellendonks vaste uitgever Meulenhoff.

### Filmbewerking
Op 27 september 1994 ging een filmbewerking van dit boek van de hand van regisseur Ab van Ieperen in première met de acteurs Pierre Bokma en Willem Nijholt in de hoofdrollen van zoon Frank en vader Lucas Goudvis.

### Vertaling
- 'Der Versager', in: Reise nach Mohrbach. Niederländische Kindheitsgeschichten. Berlin, 1985 [vertaling van Maria Csollány in het Duits].

### Voorpublicaties
- 'Een', in: De Revisor 5 (1978) 5 (oktober), p. 8-15.
- 'Twee', in: Haagse Post, 21 april 1979, p. 62-63, 65.
- 'Drie', in: De Revisor 6 (1979) 1 (februari), p. 29-31.

### Boekpublicaties
- De nietsnut. Een vertelling. Amsterdam, Meulenhoff. Oktober 1979.
- 'De nietsnut', in: Het complete werk. Amsterdam, Meulenhoff, 1992, p. 101-198.

Bouwval · John & Richard Marriott · De nietsnut · Letter en geest · Namen en gezichten · Aantekeningen uit de nieuwe wereld · Het werk van de achtste dag · Hier schiet elk woord wortel · Mystiek lichaam · Muren · De veren van de zwaan · Geschilderd eten · De halve wereld · Het complete werk · De brieven · Het onstoffelijke boek · Uw horoscoop · Homoseksualiteit